# Paruleptes
Paruleptes is een geslacht van hooiwagens uit de familie Sclerosomatidae.
De wetenschappelijke naam Paruleptes is voor het eerst geldig gepubliceerd door Soares in 1970. 

## Soorten
Paruleptes is monotypisch en omvat slechts de volgende soort:
- Paruleptes coronatus